# Альберсдорф
Альберсдорф (нім. Albersdorf) — громада в Німеччині, розташована в землі Шлезвіг-Гольштейн. Входить до складу району Дітмаршен. Складова частина об'єднання громад Міттельдітмаршен.
Площа — 17,13 км2. Населення становить 3714 ос. (станом на 31 грудня 2020).

## Галерея

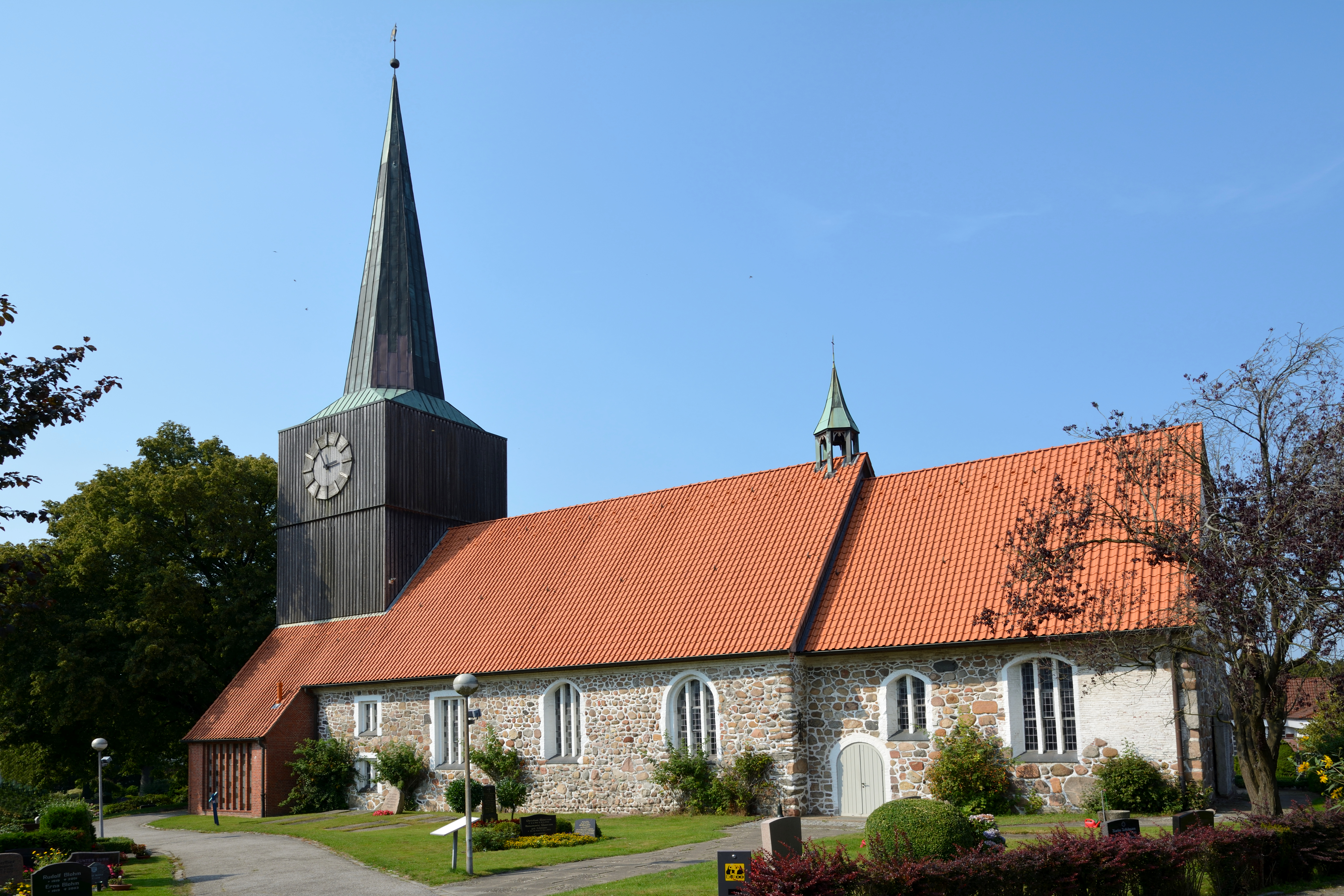